# Institut für Protest- und Bewegungsforschung
Das Berliner Institut für Protest- und Bewegungsforschung (ipb) ist eine außeruniversitäre Forschungseinrichtung, die von dem Verein für Protest- und Bewegungsforschung e.V. getragen wird.
Nach eigenen Angaben besteht der Verein aus über 200 Mitgliedern.

## Geschichte
Die Idee zur Etablierung des Instituts geht auf eine Gruppe von Sozialwissenschaftlern zurück, die im April 2012 ein Memorandum zur Gründung vorlegten.
Das Institut versteht sich als selbstorganisiertes „Netzwerkinstitut“. Es hat in der Vergangenheit unter anderem mit dem Wissenschaftszentrum Berlin für Sozialforschung (WZB), der Technischen Universität Berlin dem Institut für Soziale Bewegungen im Haus der Geschichte des Ruhrgebiets und der Freien Universität Berlin zusammengearbeitet. Die Jahrestagungen fanden im WZB, den Berliner Universitäten TU, HU und FU sowie am Berliner Weizenbaum-Institut und der Universität Bremen statt.

## Aktivitäten
Das ipb führt Forschungsprojekte zu Protesten, sozialen Bewegungen und bürgerschaftlichem Engagement eigenständig oder in Kooperation mit Universitäten und außeruniversitären Forschungseinrichtungen durch und macht die Ergebnisse der Forschung öffentlich verfügbar.
Gemeinschaftliche Forschungsvorhaben sind unter anderem Befragungen bei Demonstrationen, die Zusammenarbeit bei der Sammlung and Analyse von Protestereignissen und kurzfristig organisierte Forschungsprojekte zu aktuellen Protesten wie beim G20-Gipfel in Hamburg. Demonstrationsbefragungen haben unter anderem bei den „Montagsmahnwache für den Frieden“ stattgefunden, bei der Stop-TTIP/CETA-Demonstration im Oktober 2015, einer Pegida-Demonstration im Januar 2015 bei mehreren Fridays for Future Demonstrationen und bei den Protesten gegen den Rechtsruck 2024.
Der Verein gibt die Reihe ipb working papers heraus und hat eine eigene Rubrik im Forschungsjournal Soziale Bewegungen. Im jährlichen Turnus werden wissenschaftliche Konferenzen organisiert. Den Auftakt bildete die Gründungskonferenz des Instituts unter dem Titel „Viel Bewegung – wenig Forschung?“ im Juni 2013.

## Struktur
Die Arbeit des Vereins wird durch den Vorstand des Vereins für Protest- und Bewegungsforschung e.V. koordiniert.
In Arbeitskreisen organisieren sich Forschende zu einzelnen Themenfeldern.

Beteiligte Wissenschaftler sind unter anderen:
- Marco Bitschnau
- Lisa Bogerts
- Priska Daphi
- Jannis Grimm
- Sebastian Haunss
- Damla Keşkekci
- Piotr Kocyba
- Ilse Lenz
- Margit Mayer
- Gisela Notz
- Jochen Roose
- Roland Roth
- Dieter Rucht
- Moritz Sommer
- Svenja Spyra
- Wolfgang Stuppert
- Tareq Sydiq
- Simon Teune
- Peter Ullrich
- Heike Walk
- Nina-Kathrin Wienkoop
- Sabrina Zajak

Gründungsmitglieder des Trägervereins sind zudem:
- Klaus Eder
- Ansgar Klein
- Donatella della Porta
- Rupert Graf Strachwitz